# Linda McCartney
Pour les articles homonymes, voir McCartney et Eastman (homonymie).
Linda McCartney, née Linda Louise Eastman le 24 septembre 1941 à Scarsdale dans l'État de New York et morte le 17 avril 1998 à Tucson en Arizona, est une photographe, chanteuse et claviériste américaine.
Elle est l'épouse du bassiste, guitariste, pianiste et chanteur Paul McCartney de 1969 à sa mort, mère de trois de ses enfants et membre du groupe Wings.

## Biographie

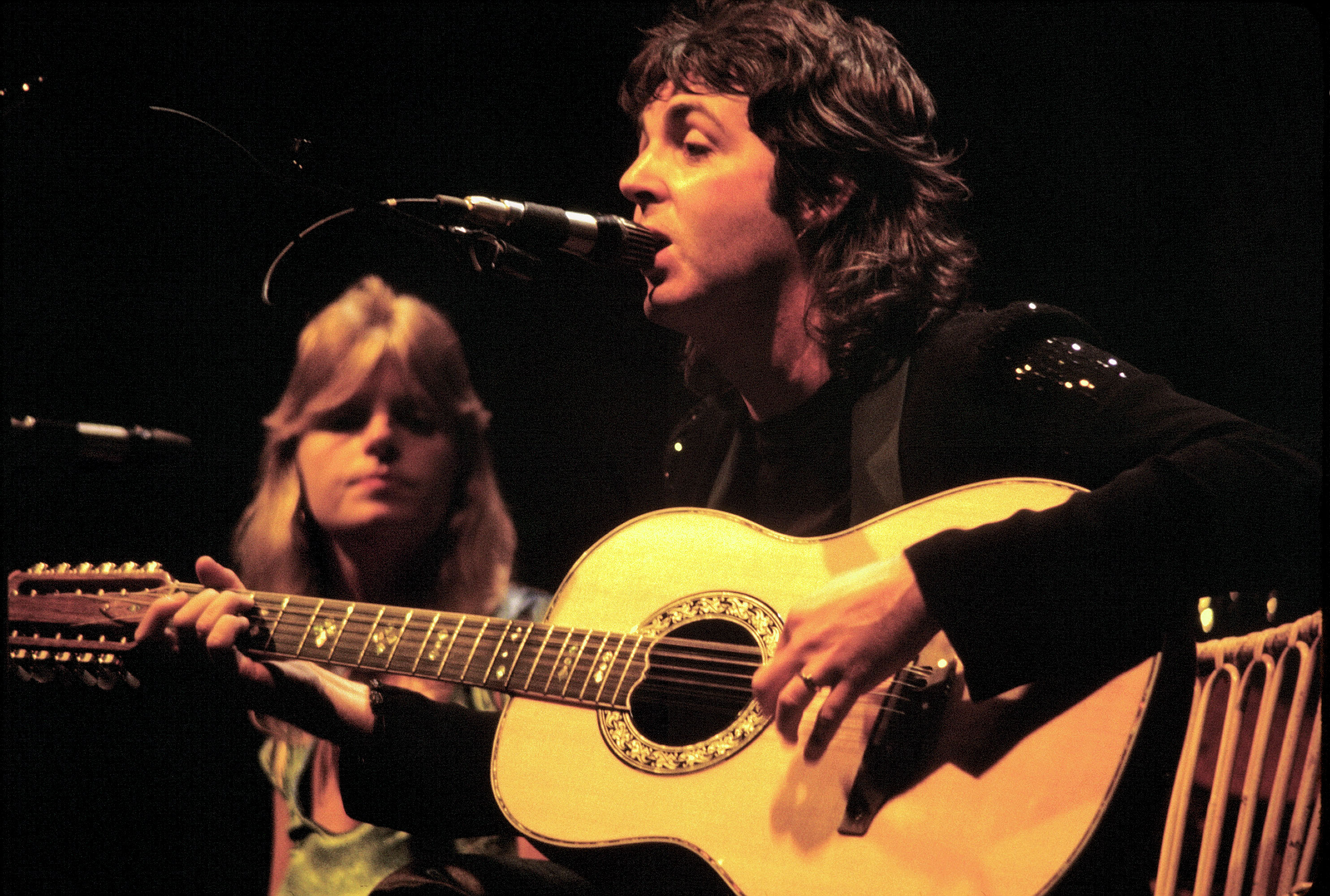
Linda aux côtés de Paul McCartney lors d'un concert des Wings en 1976.

Linda Eastman grandit à New York dans une famille d'avocats d'affaires.
Devenue photographe professionnelle, spécialisée dans le rock, elle rencontre Paul McCartney en photographiant les Beatles en 1967. Ils se marient en 1969 et ont trois enfants : Stella, Mary et James. Linda a déjà une fille de son premier mariage, Heather, que Paul adopte. Le frère de Linda, John Eastman, sera l'avocat de Paul durant les procès contre les trois autres Beatles.
Après la séparation des Beatles en 1970, Paul donne des cours de musique et apprend à jouer des claviers à Linda qui note dans son petit cahier tous les accords des chansons que le groupe interprète et l'intègre ensuite dans son nouveau groupe : Wings. Même si Linda est considérée comme une « débutante » par les critiques, elle apporte un soutien aux harmonies et le groupe remporte de nombreux Grammy Awards pour sa musique. Au fil des années, Linda développe son talent musical, écrivant et enregistrant sa propre musique. Son unique album, posthume, Wide Prairie, sort en 1998.
Linda fait découvrir à son mari le végétarisme. Elle a d'ailleurs écrit des livres de recettes végétariennes et créé une marque de produits congelés, Linda McCartney Foods. Elle fut également porte-parole de la défense des animaux.
Malade, elle meurt des suites d'un cancer du sein en 1998. En son hommage, Paul McCartney suggère alors aux fans de Linda de faire des dons financiers pour la recherche contre le cancer du sein, ou même de devenir eux-mêmes végétariens.
Matt Groening lui rend hommage à la fin de l'épisode Vive les éboueurs de la série Les Simpson en montrant une image de Linda figurant dans l'épisode Lisa la végétarienne et en lui dédiant cet épisode diffusé aux États-Unis le 26 avril 1998, quelques jours après son décès.

## Discographie
Album Solo :
- 1998 : Wide Prairie

Singles Solo :
- 1977 : Linda McCartney Alias Suzy And The Red Stripes Seaside Woman/B-Side To Seaside
- 1998 : Wide Prairie/Cow/Loves Full Glory
- 1999 : The Light Comes From Whitin/I Got Up/Seaside Woman

Paul & Linda McCartney :
Album :
- 1971 : Ram

Single :
- 1985 : Rupert And The Frog Song/Seaside Woman/The Oriental Nightfish - La première chanson est de Paul et les deux autres sont de Linda.

Wings :
- Voir la discographie de Wings.

Participations :
- 1970 : McCartney de Paul McCartney - Chœurs.
- 1977 : Holly Days de Denny Laine - Claviers et chœurs.
- 1980 : Japanese Tears de Denny Laine - Orgue, claviers, percussions et chœurs.
- 1980 : McCartney II de Paul McCartney - Chœurs.
- 1982 : Tug of War de Paul McCartney - Chœurs.
- 1983 : Pipes of Peace de Paul McCartney - Claviers et chœurs.
- 1984 : Give My Regards to Broad Street de Paul McCartney - Pianos, clavecin, Minimoog, chœurs.
- 1985 : Weep For Love de Denny Laine - Compilation.
- 1986 : Press to Play de Paul McCartney - Chant et chœurs.
- 1989 : Flowers in the Dirt de Paul McCartney - Minimoog et chœurs.
- 1990 : Tripping the Live Fantastic de Paul McCartney - Claviers et chœurs.
- 1991 : Unplugged (The Official Bootleg) de Paul McCartney - Harmonium indien, percussions et chœurs.
- 1993 : Off the Ground de Paul McCartney - Chant, chœurs, Minimoog, harmonium, percussions, sifflet de train.
- 1993 : Paul Is Live de Paul McCartney - Claviers, autoharp, percussions, chœurs
- 1997 : Flaming Pie de Paul McCartney - Chœurs.